# Voies ferrées des Landes
Ne doit pas être confondu avec VFLI.

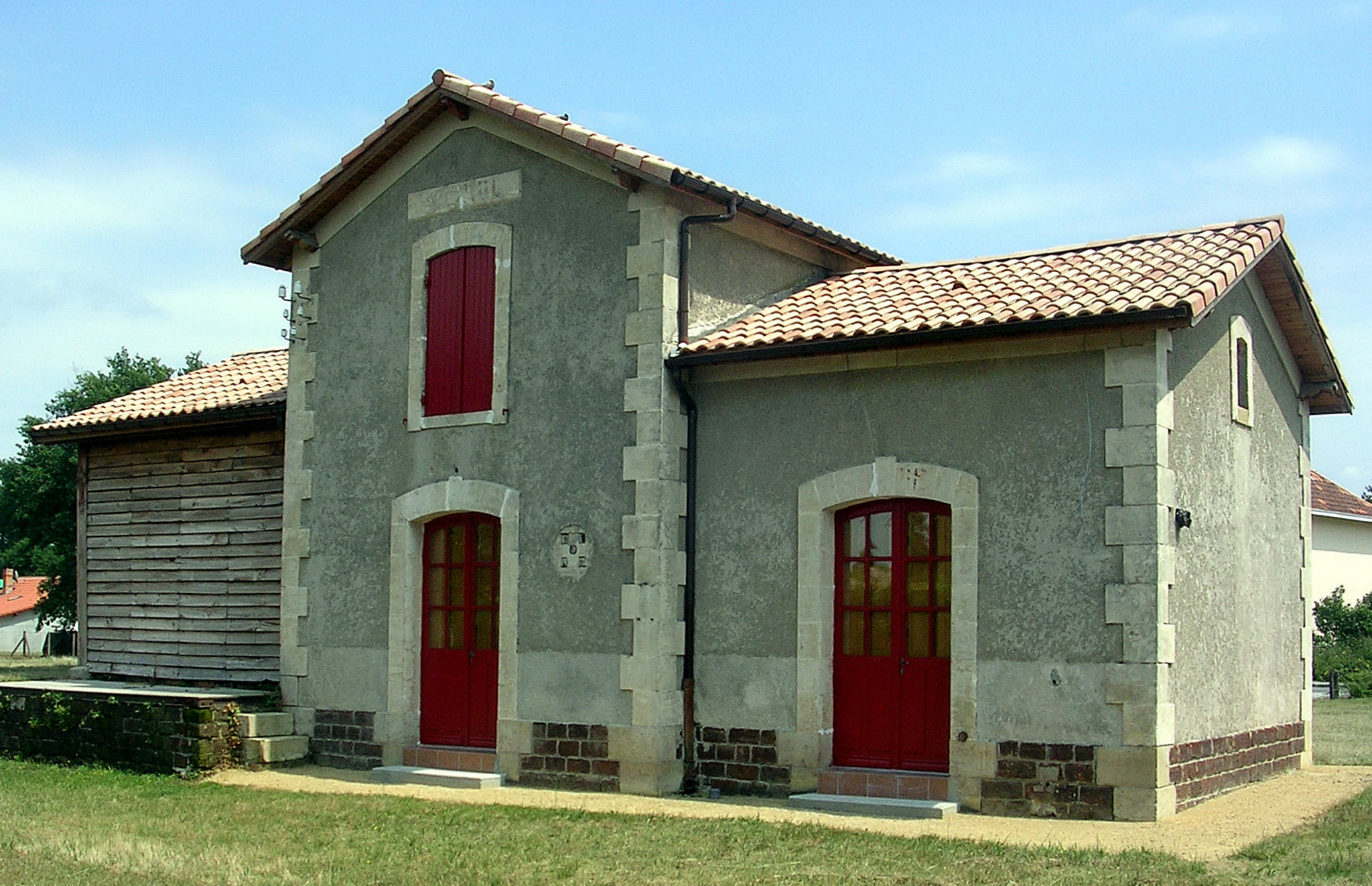
Ancienne gare de Saint-Paul-en-Born sur la ligne de Labouheyre à Mimizan.

Les voies ferrées des Landes (VFL) étaient un réseau ferroviaire secondaire des Landes de Gascogne en France.

## Histoire
Les VFL sont la propriété de la Société Anonyme des Voies Ferrées des Landes, fondée en 1916 à partir de la fusion de compagnies de chemins de fer créés à la fin du XIXe siècle, alors propriété de la Compagnie du Midi :
- La Société des chemins de fer d'intérêt local du département des Landes (CFILL)[1]
- La Société des chemins de fer du Born et du Marensin (BM)
- La Société du Chemin de fer d'intéret local de Soustons à Léon (SL)

Le réseau est initialement construit pour le trafic des marchandises, notamment pour écouler les produits de l'industrie forestière (transport de bois et de produits résineux vers les ports de Bordeaux et de Bayonne) et pour importer des matériaux de construction. Le trafic le plus important en volume était celui de troncs de pins, expédiés par bateau depuis Bordeaux vers l'Angleterre, pour être utilisés comme poteaux de soutènement dans les mines de charbon. Le pétrole extrait des gisements de Parentis-en-Born fut également transporté par les VFL entre 1954 et 1958.
Malgré ses origines industrielles, le réseau offre un service de transport de voyageurs sur toutes ses lignes. Mais, en 1939, les VFL le suppriment sur la plupart des lignes, pour réduire un déficit d'exploitation croissant. Il sera restauré en urgence quelques mois plus tard, à cause de la Seconde Guerre mondiale et des pénuries qu'elle engendra (réquisition des automobiles, rationnement du carburant).
Les VFL connaîtront par la suite un lent déclin après la guerre, en particulier à cause de la concurrence des transports routiers ainsi que du déclin de la sylviculture dans les Landes.
Les VFL deviennent propriété du département des Landes en 1947. Le service de transport de voyageurs est rapidement remplacé par des autocars, dont la gestion est confiée à la Régie des Transports Landais. Il est définitivement supprimé en décembre 1949. Seule la ligne Labouheyre - Mimizan-Plage verra du trafic voyageurs jusqu'en 1960, assuré par les autorails De Dion type OR, avec une remorque NP2.
La quasi-totalité du réseau sera fermé puis déclassé à la fin des années 1960. Des circulations de marchandises continuent néanmoins à être assurées sur les lignes Tartas - Laluque, Labouheyre - Mimizan et Ychoux - Parentis à la fin des années 1980.
De nos jours, presque toutes lignes sont détruites, remplacées par des voies routières ou des pistes cyclables. Seuls quelques fragments du réseau subsistent encore. Il s'agit :
- de la ligne de Laluque à Tartas, exploitée par VFLI pour du trafic de marchandises,
- du chemin de fer touristique de l'écomusée de la Grande Lande à Marquèze, entre Sabres et Labouheyre. Seule la partie Sabres - Marquèze est exploitée en 2014.
- des anciens bâtiments voyageurs de certaines gares, pour la plupart vendus à des particuliers et convertis en habitations.

## Caractéristiques
À son apogée, dans les années 1920, le réseau des VFL compte plus de 400 km de voies.

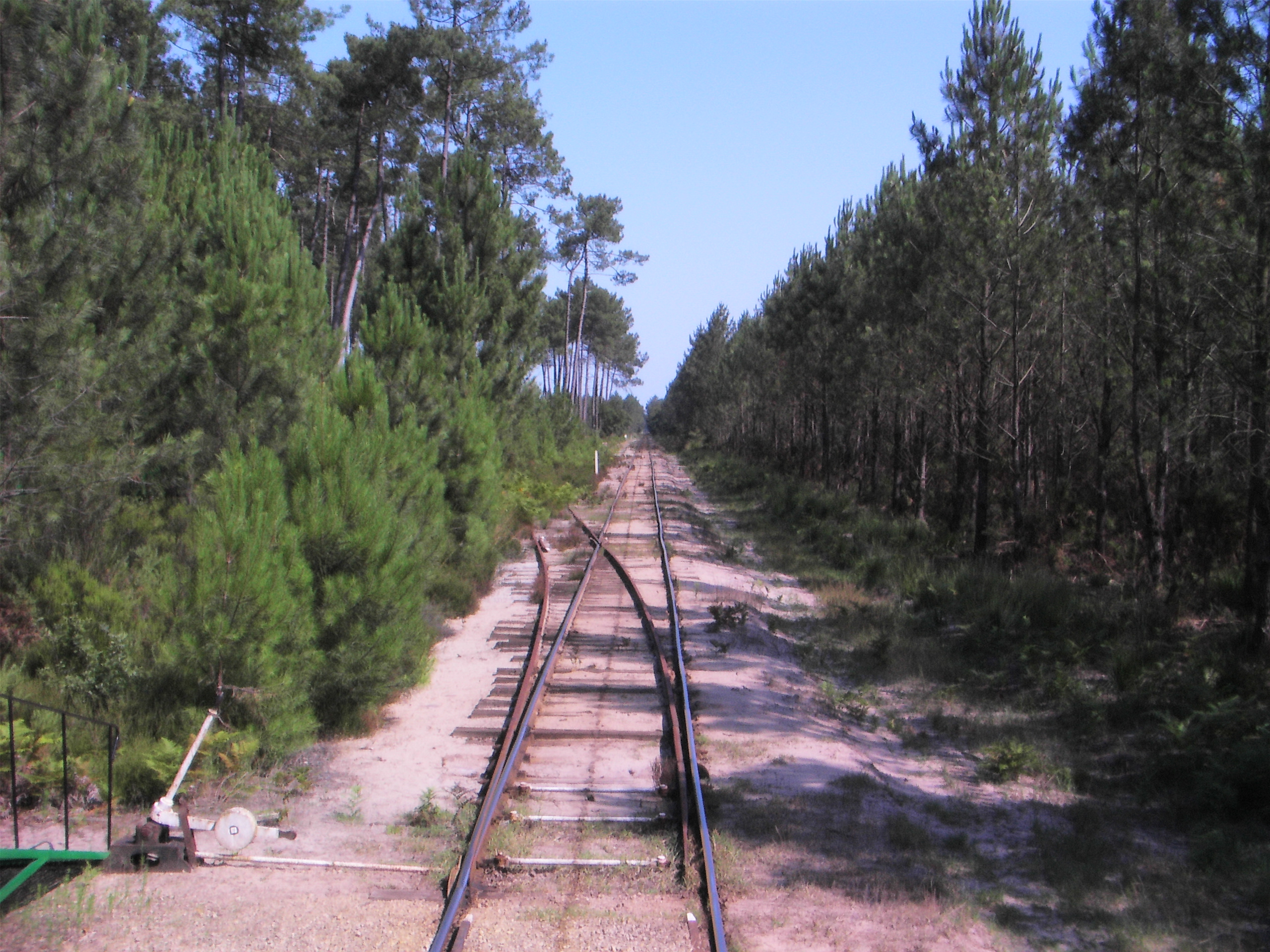
Une image typique du réseau : la voie filant au milieu des pins.

Les lignes présentent des caractéristiques techniques semblables. Elles sont toutes construites comme des embranchements de la ligne de Bordeaux à Irun. La voie est à l'écartement normal et unique.
Comme sur de nombreux réseaux secondaires, l'infrastructure est construite sobrement et à l'économie. Les voies sont réalisées avec des matériaux locaux : traverses en bois de pin et ballast en sable des Landes. Les rails sont de type Vignole en acier d'un poids de 25 kg/m. Des ouvrages d'art de dimensions modestes permettent le franchissement des rares cours d'eau de la région.
Les lignes ne furent jamais électrifiées. La traction est assurée par des locomotives à vapeur puis diesel. Quelques autorails De Dion-Bouton à gazogène à bois circulèrent également sur le réseau.
À chaque terminus se trouve généralement une petite remise destinée à l'entretien courant des trains. L'atelier principal des VFL sera établi derrière la gare de Mimizan-Plage, jusqu'à la fermeture de celle-ci. L'entretien lourd des locomotives est généralement réalisé dans les ateliers de Bordeaux de la compagnie du Midi.
Les gares sont construites dans le style architectural de celles de la compagnie du Midi. Le plus souvent, le bâtiment voyageurs est complété par une  halle à marchandises.

## Les Lignes
- Ychoux - Moustey (21 km)

| LSTR |

| BHF |

| 75,535 |
| 0,000  |

| LSTRq | xABZgr |  |

| exHST |

| RMq | lDSTRq | RMq |

| exBHF |

| exBHF |

| exKBHFe |

| LSTR |

| BHF |

| 75,535 |
| 0,000  |

| LSTRq | xABZgr |  |

| exHST |

| RMq | lDSTRq | RMq |

| exBHF |

| exBHF |

| exKBHFe |

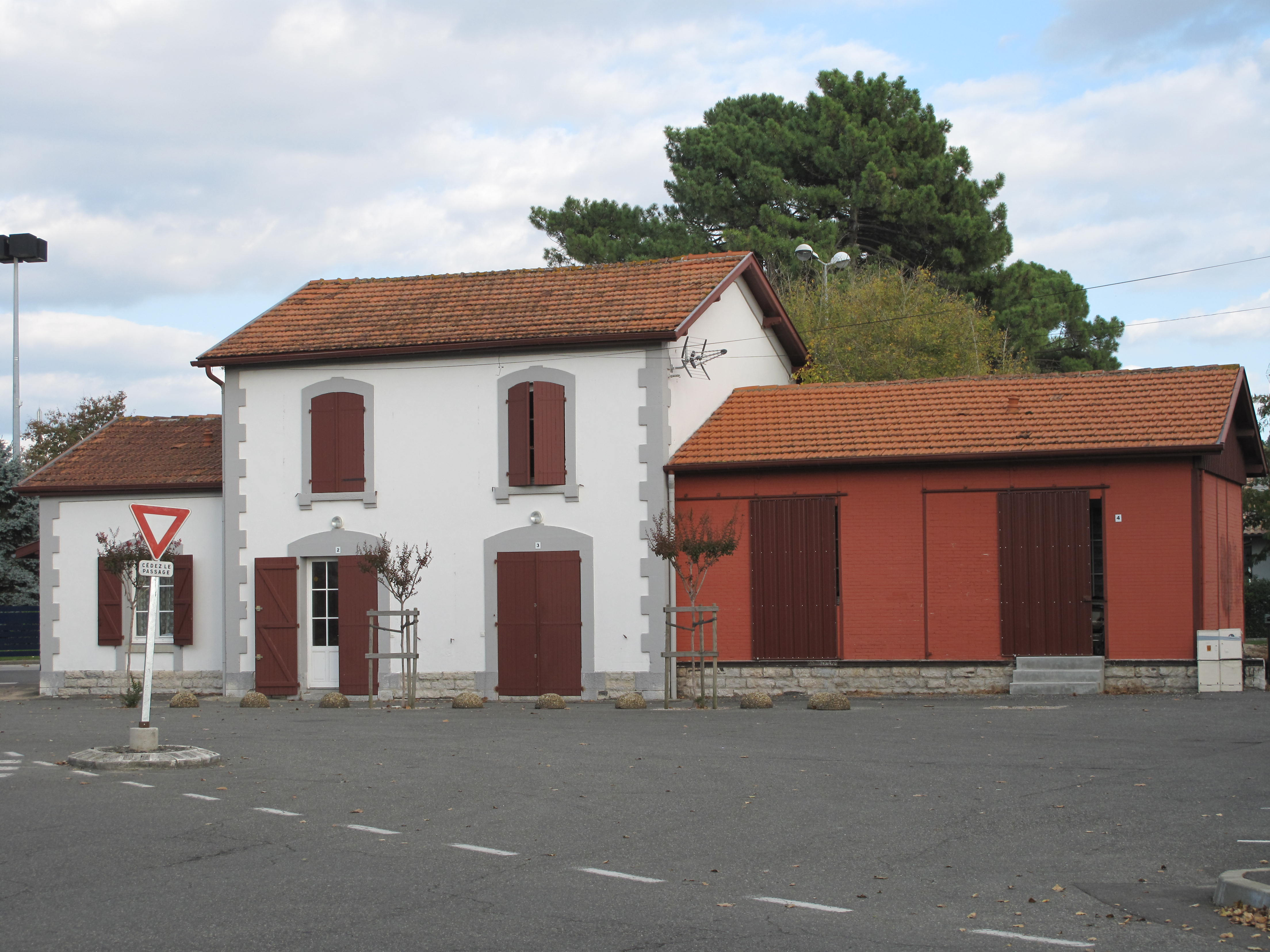
Ancienne gare de Capbreton sur la ligne de Labenne à Seignosse.

- Ychoux - Biscarrosse-Plage (32 km)

| LSTR |

| BHF |

| 75,535 |
| 0,000  |

|  | xABZgl | LSTRq |

| exHST |

| exBHF |

| exBHF |

| exBHF |

| WASSERq | exWBRÜCKE1 | WASSERq |

| exBHF |

|  | exABZgl | exLSTRq |

| exKBHFe |

| LSTR |

| BHF |

| 75,535 |
| 0,000  |

|  | xABZgl | LSTRq |

| exHST |

| exBHF |

| exBHF |

| exBHF |

| WASSERq | exWBRÜCKE1 | WASSERq |

| exBHF |

|  | exABZgl | exLSTRq |

| exKBHFe |

- Biscarrosse-Naouas - Mimizan-Plage (29 km)

| exLSTR |

| exBHF |

| 26,420 |
| 0,000  |

| exLSTRq | exABZgr |  |

| exBHF |

| exBHF |

| exBHF |

| 22,729 |
| 33,975 |

| exLSTR |

| exLSTR |

| exBHF |

| 26,420 |
| 0,000  |

| exLSTRq | exABZgr |  |

| exBHF |

| exBHF |

| exBHF |

| 22,729 |
| 33,975 |

| exLSTR |

- Labouheyre - Bias (28 km)

| LSTR |

| BHF |

| 88,851 |
| 0,000  |

|  | xABZgl | LSTRq |

| RMq | lDSTRq | RMq |

| exBHF |

| WASSERq | exWBRÜCKE1 | WASSERq |

| exBHF |

| exHST |

| exBHF |

| exBHF |

| exKBHFe |

| LSTR |

| BHF |

| 88,851 |
| 0,000  |

|  | xABZgl | LSTRq |

| RMq | lDSTRq | RMq |

| exBHF |

| WASSERq | exWBRÜCKE1 | WASSERq |

| exBHF |

| exHST |

| exBHF |

| exBHF |

| exKBHFe |

- Labouheyre - Mimizan-Plage (34 km)

| LSTR |

| BHF |

| 88,851 |
| 0,000  |

|  | xABZgl | LSTRq |

| RMq | lDSTRq | RMq |

| WASSERq | exWBRÜCKE1 | WASSER+r |

|  | exBHF | WASSER |

|  | exHST | WASSER |

|  | exHST | WASSER |

|  | exBHF | WASSER |

|  | exWBRÜCKE1 | WASSERr |

| exBHF |

| WASSERq | exWBRÜCKE1 | WASSERq |

| exBHF |

| exBHF |

| WASSERq | exWBRÜCKE1 | WASSERq |

| exBHF |

| exHST |

| WASSERq | exWBRÜCKE1 | WASSERq |

| exBHF |

| exLSTR |

| LSTR |

| BHF |

| 88,851 |
| 0,000  |

|  | xABZgl | LSTRq |

| RMq | lDSTRq | RMq |

| WASSERq | exWBRÜCKE1 | WASSER+r |

|  | exBHF | WASSER |

|  | exHST | WASSER |

|  | exHST | WASSER |

|  | exBHF | WASSER |

|  | exWBRÜCKE1 | WASSERr |

| exBHF |

| WASSERq | exWBRÜCKE1 | WASSERq |

| exBHF |

| exBHF |

| WASSERq | exWBRÜCKE1 | WASSERq |

| exBHF |

| exHST |

| WASSERq | exWBRÜCKE1 | WASSERq |

| exBHF |

| exLSTR |

- Labouheyre - Sabres (13 km)

| LSTR |

| BHF |

| 88,851 |
| 0,000  |

| LSTRq | xABZgr |  |

| exBHF |

| WASSERq | exWBRÜCKE1 | WASSERq |

|  |  | exBHF |  | fLCONTg |

|  |  | exSTR |  | fLSTR |

|  |  | exKBHFe |  | fLCONTf |

| LSTR |

| BHF |

| 88,851 |
| 0,000  |

| LSTRq | xABZgr |  |

| exBHF |

| WASSERq | exWBRÜCKE1 | WASSERq |

|  |  | exBHF |  | fLCONTg |

|  |  | exSTR |  | fLSTR |

|  |  | exKBHFe |  | fLCONTf |

- Morcenx - Saint-Julien-en-Born (29 km)

| LSTR |

| BHF |

| 108,542 |
| 0,000   |

|  | xABZgl | LSTRq |

| exSPLa |

| exvBHF |

|  | exvSHI1l-STRl | exLSTRq |

| exBHF |

| exBHF |

| exBHF |

| exHST |

| exKBHFe |

| LSTR |

| BHF |

| 108,542 |
| 0,000   |

|  | xABZgl | LSTRq |

| exSPLa |

| exvBHF |

|  | exvSHI1l-STRl | exLSTRq |

| exBHF |

| exBHF |

| exBHF |

| exHST |

| exKBHFe |

- Morcenx - Lit-et-Mixe (34 km)

| LSTR |

| BHF |

| 108,542 |
| 0,000   |

|  | xABZgl | LSTRq |

| exSPLa |

| exvBHF |

| exLSTRq | exvSTRr-SHI1r |  |

| exBHF |

| exBHF |

| exBHF |

| WASSERq | exWBRÜCKE1 | WASSERq |

| exBHF |

| exKBHFe |

| LSTR |

| BHF |

| 108,542 |
| 0,000   |

|  | xABZgl | LSTRq |

| exSPLa |

| exvBHF |

| exLSTRq | exvSTRr-SHI1r |  |

| exBHF |

| exBHF |

| exBHF |

| WASSERq | exWBRÜCKE1 | WASSERq |

| exBHF |

| exKBHFe |

- Laluque - Tartas (13 km)

| LSTR |

| DST |

| 133,755 |
| 0,000   |

| LSTRq | ABZgr |  |

| eBHF |

| eBHF |

|  | ABZgnl | nKBSTeq |

| nKBSTaq | xABZgnr |  |

| exKBHFe |

| LSTR |

| DST |

| 133,755 |
| 0,000   |

| LSTRq | ABZgr |  |

| eBHF |

| eBHF |

|  | ABZgnl | nKBSTeq |

| nKBSTaq | xABZgnr |  |

| exKBHFe |

- Laluque - Saint-Girons (35 km)

| LSTR |

| DST |

| 133,755 |
| 0,000   |

| LSTRq | xABZgr |  |

| exBHF |

| exBHF |

| RMq | lDSTRq | RMq |

| exBHF |

| exBHF |

| exHST |

| exBHF |

| exKBHFe |

| LSTR |

| DST |

| 133,755 |
| 0,000   |

| LSTRq | xABZgr |  |

| exBHF |

| exBHF |

| RMq | lDSTRq | RMq |

| exBHF |

| exBHF |

| exHST |

| exBHF |

| exKBHFe |

- Saint-Vincent-de-Tyrosse - Soustons - Léon (34 km),
  - ouverte de Soustons à Léon le 5 juillet 1904[4]

| LSTR |

| BHF |

| 171,936 |
| 0,000   |

| LSTRq | xABZgr |  |

| RMq | lDSTRq | RMq |

| exBHF |

| exBHF |

| exBHF |

| exBHF |

| WASSERq | exWBRÜCKE1 | WASSERq |

| exBHF |

| exBHF |

| exBHF |

| exKBHFe |

| LSTR |

| BHF |

| 171,936 |
| 0,000   |

| LSTRq | xABZgr |  |

| RMq | lDSTRq | RMq |

| exBHF |

| exBHF |

| exBHF |

| exBHF |

| WASSERq | exWBRÜCKE1 | WASSERq |

| exBHF |

| exBHF |

| exBHF |

| exKBHFe |

- Dax - Azur (Landes) (29 km)

| LSTR |

| BHF |

| 147,459 |
| 0,000   |

| LSTRq | xABZgr |  |

| exBHF |

| exBHF |

| RMq | lDSTRq | RMq |

| exHST |

| exBHF |

| exKBHFe |

| LSTR |

| BHF |

| 147,459 |
| 0,000   |

| LSTRq | xABZgr |  |

| exBHF |

| exBHF |

| RMq | lDSTRq | RMq |

| exHST |

| exBHF |

| exKBHFe |

- Labenne - Seignosse (17 km)

| LSTR |

| BHF |

| 184,690 |
| 0,000   |

| LSTRq | xABZgr |  |

| exHST |

| exBHF |

| WASSERq | exWBRÜCKE1 | WASSERq |

| exHST |

| exBHF |

| exKBHFe |

| LSTR |

| BHF |

| 184,690 |
| 0,000   |

| LSTRq | xABZgr |  |

| exHST |

| exBHF |

| WASSERq | exWBRÜCKE1 | WASSERq |

| exHST |

| exBHF |

| exKBHFe |

- Margaux (Gironde) - Sainte-Hélène (20 km) ligne située dans le département de la Gironde et affermée aux VFL[5]

| LSTR |

| BHF |

| 24,355 |
| 0,000  |

| LSTRq | xABZgr |  |

| exHST |

| exBHF |

| exBHF |

| exHST |

| exHST |

| exBHF |

| exHST |

|  | exSPLag+l | exLSTRq |

| exvBHF |

| 20,140 |
| 29,xxx |

| exSPLe |

| exLSTR |

| LSTR |

| BHF |

| 24,355 |
| 0,000  |

| LSTRq | xABZgr |  |

| exHST |

| exBHF |

| exBHF |

| exHST |

| exHST |

| exBHF |

| exHST |

|  | exSPLag+l | exLSTRq |

| exvBHF |

| 20,140 |
| 29,xxx |

| exSPLe |

| exLSTR |

## Matériel roulant

### Vapeur
Locomotives tender à vapeur :

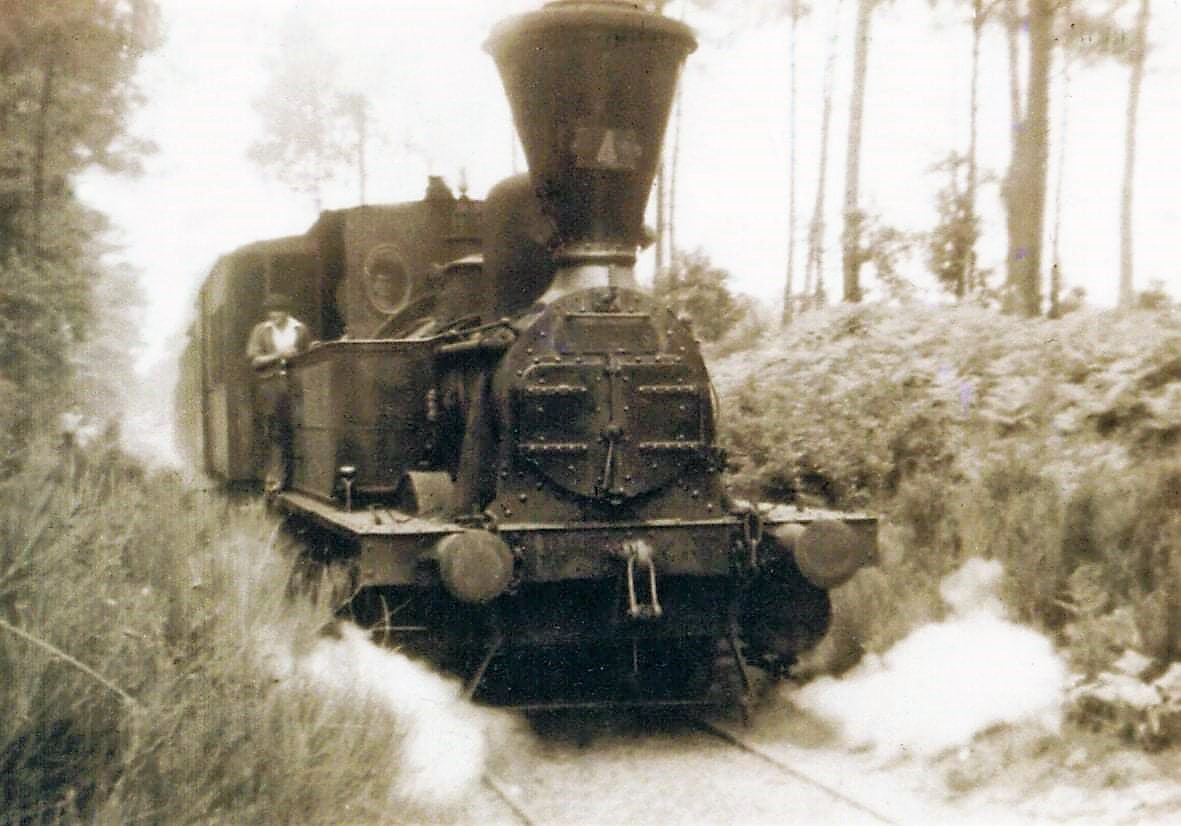
Locomotive no 4 sur la ligne Labenne-Seignosse.

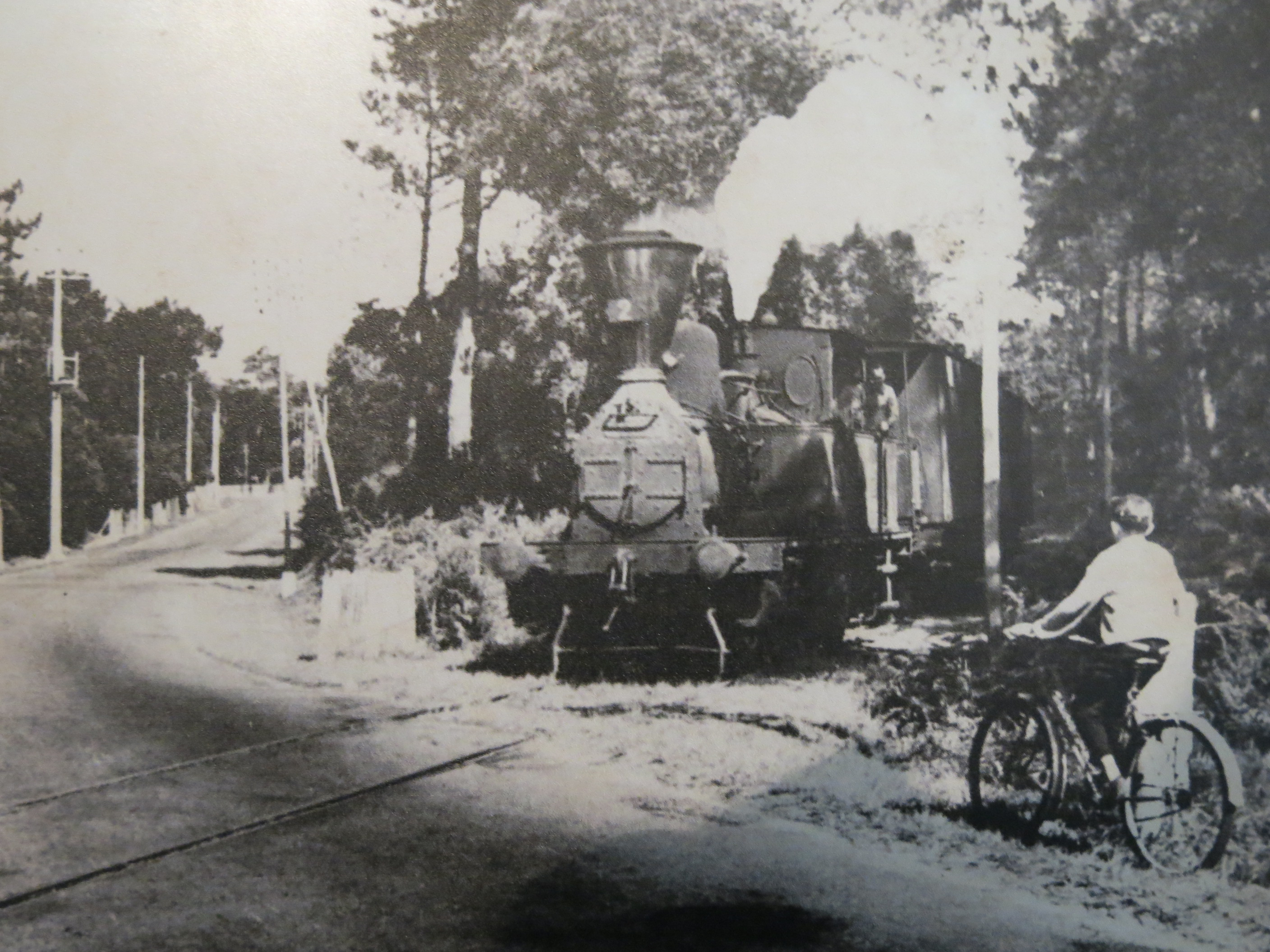
Locomotive no 2 franchissant la route de Labenne à Capbreton.

- N° 1 à 6, de type 030T, série « Landes », livrées en 1889 par Fives-Lille (n° construction 2735-2740)
- N° 7 à 12, de type 030T, série « Landes », livrées en 1890 par Schneider,(n° construction 2450-2455)
- N° 21 à 24, de type 030T, série « Born et Marensin », livrées en 1905 par la Société Franco-Belge.

Diverses locomotives louées à la compagnie du Midi circulèrent également sur le réseau.

### Diesel
Locomotives diesel à 3 essieux moteur construit en 1953 sur châssis d'anciennes locomotives 030t n°1 à 12.
Poids 27 tonnes
- LT 10: ex 12[6]
- LT 11: ex 6
- LT 12: ex 9

Poids 35 tonnes, 1954
- LT 21[7]
- LT 22

Locomotives diésel à bogies
- BB 01, livrée par les CFD en 1957
- BB 207, CFD 1955, acquise en seconde main[8]
- BB 63500 en location de l’Établissement Matériel Traction de Bordeaux - Saint-Jean à Morcenx[9]

### Autorails à gazogène bois
- Autorails à bogies A1 à A8, livrés par De Dion-Bouton en 1939, équipés d'un gazogène à bois Brandt[10]

### Remorques
- Remorque d'autorail à 2 essieux R1 livrée par De Dion Bouton en 1939[2]